# 제11대 달라이 라마

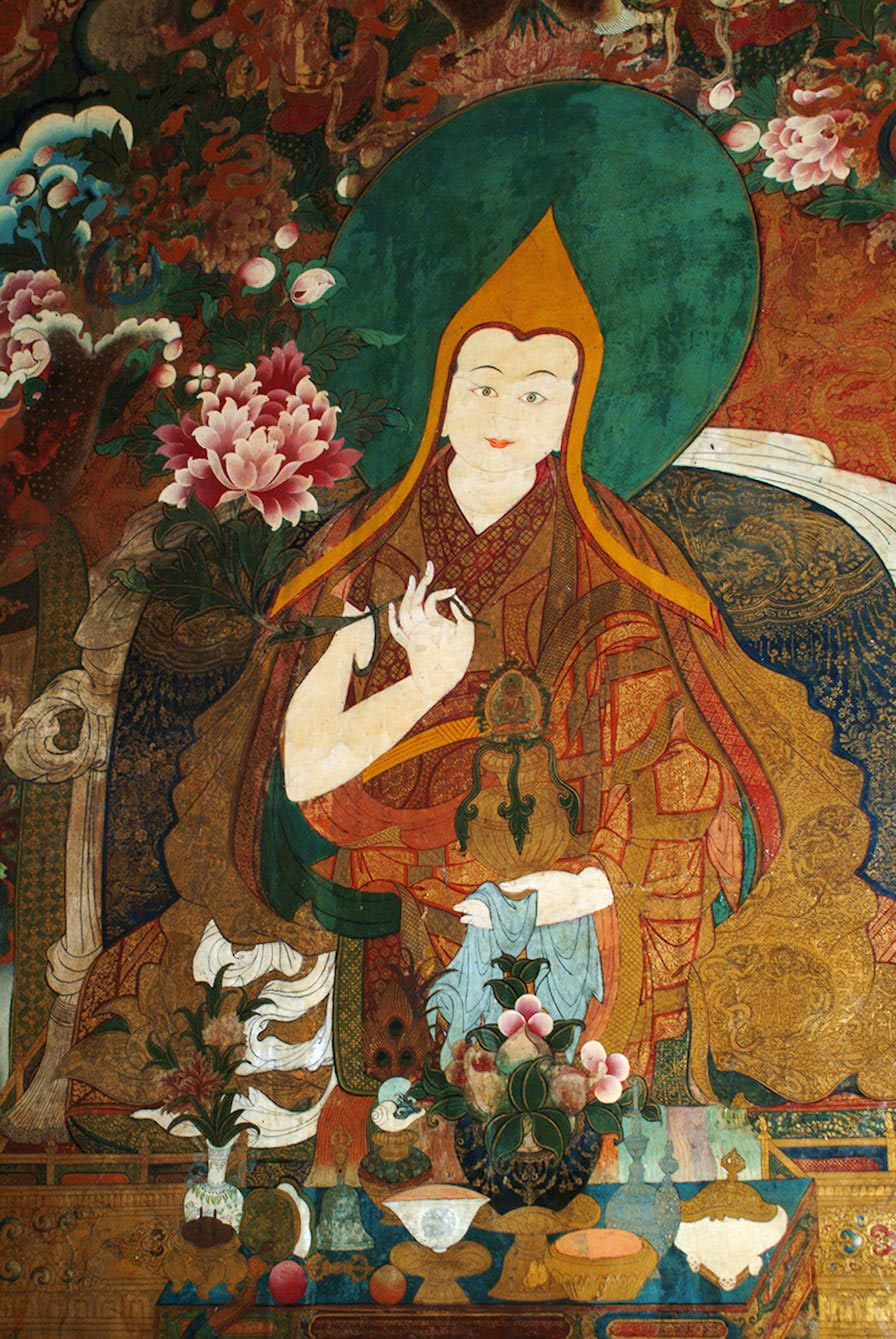

케줍갸초(티베트어: མཁས་གྲུབ་རྒྱ་མཚོ་, 1838년 ~ 1856년)는 제11대 달라이 라마이다.
케줍갸초는 제7대 달라이 라마가 태어났던 마을과 같은 마을에서 태어났다. 1840년에 제10대 달라이 라마의 환생자로 인정받았고, 7대 판첸 라마가 그에게 예비 탁발식을 해주었으며 그에게 '케줍갸초'라는 이름을 주었다. 1842년에 포탈라궁의 황금 옥좌에 앉아 그의 통치를 시작하였으며, 7년 후 탁발을 하고 완전한 승려로 출가하게 되었다.
그는 1842년 5월에 왕좌에 앉아 섭정으로부터 권력 승계과정을 밟고 있었으나, 승계과정이 다 끝나기 전에 급사하여, 권력기반이 제대로 굳혀지기도 전에 사망한 세 번째 달라이 라마가 되었다. 아래의 문장은 당시의 상황을 가장 잘 묘사한 문장이다.
달라이 라마가 4명이나 바뀌는 동안, 판첸 라마는 그 모든 과정을 조용히 지켜보며 그들의 빈자리를 채웠다.

그는 다양한 저서도 집필하였는데, 그가 쓴 책들 중 가장 잘 알려진 것은 18세기 말에 티베트인들과 네팔인들이 국경에서 분쟁을 벌인 것을 동물에 비유하여 적은 우화집이다.
그의 치세동안 세계 정세는 급격하게 변화하고 있었다. 인도에서는 반란이 일어났고 이로 인해 인접지역에 대한 달라이 라마의 영향력이 급속도로 약해졌다. 한편 중국에서는 아편 전쟁이 터지며, 티베트에 대한 청나라의 영향력이 감소하였고 이로 인한 혼란이 생기기 시작했다. 그의 임기 말에는 네팔인들이 티베트로 쳐들어와 전쟁이 일어났고, 결국 티베트인들이 승리하여 몰아냈다. 그는 1856년 1월, 포탈라 궁에서 급사했다.
| 전임 취침갸초 | 제11대 달라이 라마 1842년 ~ 1856년 | 후임 친레갸초 |